# Уршакский сельсовет
Уршакский сельсовет — муниципальное образование в Аургазинском районе Республики Башкортостан Российской Федерации.

## История
Согласно «Закону о границах, статусе и административных центрах муниципальных образований в Республике Башкортостан» имеет статус сельского поселения.

## Население
| 2002 | 2009 | 2010 | 2012 | 2013 | 2014 | 2015 |
| ---- | ---- | ---- | ---- | ---- | ---- | ---- |
| 1173 | ↘982 | ↗985 | ↘956 | ↘919 | ↘896 | ↘864 |
| 2016 | 2017 |      |      |      |      |      |
| ↘859 | ↘856 |      |      |      |      |      |

## Состав сельского поселения
| № | Населённый пункт | Тип населённого пункта       | Население |
| - | ---------------- | ---------------------------- | --------- |
| 1 | Староабсалямово  | село, административный центр | ↗433      |
| 2 | Курманаево       | деревня                      | ↗306      |
| 3 | Субхангулово     | деревня                      | ↗93       |
| 4 | Старотимошкино   | деревня                      | ↘53       |
| 5 | Чулпан           | деревня                      | ↗45       |
| 6 | Надеждино        | деревня                      | ↘42       |
| 7 | Хасаново         | деревня                      | ↗13       |

### Упразднённые населённые пункты
- посёлок Девятияровка (Указ Президиума ВС Башкирской АССР от 14.09.1981 N 6-2/327 «Об исключении некоторых населенных пунктов из учетных данных по административно-территориальному делению Башкирской АССР»)